# 887
887(팔백팔십칠)은 886보다 크고 888보다 작은 자연수다.

## 수학
- 154번째 소수(素數)다. 앞의 소수는 883, 다음 소수는 907이다.
  - 24번째 안전 소수(↔ 443)다. 앞의 안전 소수는 863, 다음은 983이다.
  - 베르누이 수의 분자 {\displaystyle B_{418}}을 나눌 수 있는 비정규 소수다.

## 과학
- NGC 887: 고래자리 방향에 있는 중간나선은하.

## 교통
- 887번 홋카이도도(일본어판)

## 군사
- 887 해군 항공대(영어판): 과거 존재한 영국의 해군 항공대.

## 문화유산
- 대한민국의 보물 제887호: 감지금니대반야바라밀다경 권175

## 기타
- 연도: 887년, 기원전 887년